# Rotlichtmassaker 2
Rotlichtmassaker 2 ist ein Lied der deutschen Rapper Kollegah und Sun Diego. Es wurde am 8. Oktober 2021 als Teil von Kollegahs Album Zuhältertape Vol. 5 über das Plattenlabel Alpha Music Empire veröffentlicht. Am selben Tag erschien es als Musikvideo auf YouTube.

## Hintergrund
Rotlichtmassaker 2 ist das sechste Lied des Albums Zuhältertape Vol. 5. Sun Diego tritt wie bereits im Vorgängerlied Rotlichtmassaker, das 2009 im Rahmen von Kollegahs Zuhältertape Volume 3 erschien, als Gastmusiker auf.
Das dazugehörige Musikvideo wurde am 8. Oktober 2021 veröffentlicht, am selben Tag wie das Album. Regie führte Lucas Rönitz, für die Kameraarbeit waren Niklas Janik und Madalena Deuß zuständig. Für die Kostüme waren die Yarn Studios verantwortlich. Das Musikvideo erreichte auf YouTube mehr als 3,1 Millionen Aufrufe.

## Charts und Chartplatzierungen
Rotlichtmassaker 2 erreichte in der Releasewoche in Österreich und der Schweiz Platz 44 bzw. 63 in den Singlecharts.
| ChartsChartplatzierungen | Höchstplatzierung | Wochen |
| ------------------------ | ----------------- | ------ |
| Österreich (Ö3)          | 44 (1 Wo.)        | 1      |
| Schweiz (IFPI)           | 63 (1 Wo.)        | 1      |